# Alfonso XIII (métro de Madrid)
Alfonso XIII est une station de la ligne 4 du métro de Madrid. Elle est située sous la rue López de Hoyos, au niveau de son intersection avec la rue Clara del Rey, à proximité du début de l'avenue Alphonse XIII, dans le quartier de Prosperidad, de l'arrondissement de Chamartín, à Madrid en Espagne.

## Situation sur le réseau
La station est située entre Prosperidad au sud-ouest, en direction de Argüelles et Avenida de la Paz au nord-est, en direction de Pinar de Chamartín.
Elle possède deux voies et deux quais latéraux.

## Histoire
La station est ouverte le 26 mars 1973, lors de la mise en service d'une section de la ligne 4 depuis Diego de León. Elle demeure le terminus de la ligne jusqu'au 4 janvier 1979, quand est ouvert le prolongement jusqu'à Esperanza. La station porte le nom d'Alphonse XIII (1886-1941), roi d'Espagne de 1886 à 1931.

## Services aux voyageurs

### Accès et accueil
La station possède un accès équipé d'escaliers et d'escaliers mécaniques, mais sans ascenseur.

### Intermodalité
La station est en correspondance avec les lignes d'autobus no 9, 53, 72, 73 120 et N2 du réseau EMT.